# Юйдибе
Ю́йдибе (эст. Üüdibe), ранее И́дипе — деревня в волости Сааремаа уезда Сааремаа, Эстония.
До административной реформы местных самоуправлений Эстонии 2017 года входила в состав волости Салме (упразднена).

## География и описание
Расположена в юго-западной части острова Сааремаа, в 18 км от волостного и уездного центра — города Курессааре. Высота над уровнем моря — 7 метров.  
Климат умеренный. Официальный язык — эстонский. Почтовый индекс — 93224.

## Население
По переписи населения 2021 года, в Юйдибе насчитывалось 5 жителей, все — эстонцы.
По данным переписи населения 2011 года в деревне проживали 4 человека, также все — эстонцы.
Численность населения деревни Юйдибе по данным переписей населения:
| Год  | 1959 | 1970 | 2000 | 2011 | 2021 |
| ---- | ---- | ---- | ---- | ---- | ---- |
| Чел. | 44   | ↘ 32 | ↘ 7  | ↘ 4  | ↗ 5  |

## История
Впервые упоминается в 1857 году (Hüdepe).
В 1977–1997 годах Юйдибе официально была частью деревни Ляэтса.
В деревне находится кладбище Массинымме, площадь которого составляет 0,71 га (). 
С 2005 года в  Юйдибе работает Ляэтсаский ветряной парк.
В 1949 году на расположенной на кладбище Массинымме братской могиле советских воинов, павших во Второй мировой войне (исторический памятник с 1997 до 2023 года), был установлен памятник с надписью на эстонском языке «Вечная слава героям, павшим в боях за свободу и независимость нашей Родины 1941—1945». Перед обелиском установлены 15 плит из доломита, на которых перечислены имена. Здесь захоронены советские воины, погибшие в бою у Техумарди в 1944 году и у рубежа Салме—Суурна, а также солдаты, погибшие в бою у рубежа Унгру—Пагила. В протоколе от 30 ноября 2022 года рабочая группа по советским памятникам при Госканцелярии Эстонии признала этот памятник «красным монументом», подлежащим демонтажу и замене на т.н. «нейтральный». Обелиск был демонтирован весной 2023 года (см. Список советских военных памятников Эстонии).